# Savanneolifant
De savanneolifant (Loxodonta africana) is de grootste en bekendste van de twee Afrikaanse olifanten (Loxodonta). Voorheen werd de verwante bosolifant (Loxodonta cyclotis) beschouwd als een ondersoort van de savanneolifant, maar tegenwoordig worden de twee dieren beschouwd als aparte soorten. De wetenschappelijke naam van de soort werd in 1797 gepubliceerd door Johann Friedrich Blumenbach.

## Beschrijving
De savanneolifant is het grootste landdier ter wereld. Een stier weegt tussen de 4000 en 6300 kilogram, een koe tussen 2200 en 3500 kilogram. Het dier wordt 240 tot 340 centimeter hoog en 600 tot 730 centimeter lang. De staart is één tot anderhalve meter lang.
De dikke huid is meestal grijs of bruin van kleur. Sommige exemplaren hebben een roze huid, vaak in vlekken, soms over de gehele huid.
Door met de grote oren te wapperen kan de olifant het lichaam afkoelen. De oren zijn relatief dun en rijk doorbloed, waardoor de opgewekte luchtstroom het bloed doet afkoelen. Ook op andere plaatsen op het lichaam liggen de aders dicht onder de huid. De olifanten kunnen de bloedtoevoer naar deze plaatsen doen toenemen, waardoor het bloed afkoelt. De olifant slaagt er zo in de lichaamstemperatuur rond de 36 °C te houden.
De grote, naar voren gebogen slagtanden verschillen per individu van vorm en grootte. Ze groeien het hele leven door, maar niet bij ieder individu in dezelfde mate. Zowel mannetjes als vrouwtjes hebben slagtanden. De poten zijn hoog en zuilvormig en rusten op kussentjes. Deze kussentjes zijn zeer zacht, waardoor het dier nauwelijks geluid maakt bij het voortbewegen. De pootafdrukken zijn per individu verschillend. Tijdens het lopen hebben de dieren steeds drie poten op de grond. Een olifant die ernstig gewond raakt aan een van de poten is niet meer in staat zich voort te bewegen en daarmee ten dode opgeschreven.
De slurf van de savanneolifant is lang en flexibel en kan gebruikt worden als vijfde ledemaat. De top van de slurf is zeer gevoelig. De savanneolifant heeft een slecht zichtvermogen, maar een zeer goed ontwikkeld reukvermogen en gehoor. Verder staan de dieren bekend om hun goede geheugen.

## Verspreiding en leefgebied
Hij kwam vroeger in bijna geheel Afrika voor, met uitzondering van de droogste plekken van de Sahara en in de regenwoudgordel van West- en Centraal-Afrika. Hier wordt hij vervangen door de verwante bosolifant. De leefgebieden van beide soorten overlappen, en ze leven soms naast elkaar. Tegenwoordig is hij uitgestorven in Noord-Afrika en leeft hij op slechts een handvol plaatsen in Zuid- en West-Afrika.
Hij kan overleven in alle landschappen, van woestijnen tot regenwouden, van kusten tot gebergten, maar hij is vooral algemeen op savanne en grasland. De savanneolifant kan nog aangetroffen worden zo'n 80 kilometer van de dichtstbijzijnde waterbron, waardoor hij ook in woestijnen kan worden aangetroffen. De soort is echter wel afhankelijk van water en schaduw, en in het droge seizoen op de savanne trekt hij weg van de savannes naar nabijgelegen bossen en moerassen.
Het activiteitsgebied van een populatie savanneolifanten kan tienduizenden vierkante kilometers groot zijn. Het grootst gekende gebied bedraagt circa 32.000 km2.
Savanneolifanten kunnen het landschap drastisch veranderen en afwisselender maken. Ze ontwortelen bomen, graven waterputten en trappen de begroeiing plat, waardoor heel nieuwe leefgebieden ontstaan en bos verandert in savanne.

## Leefwijze
Olifanten zijn niet kieskeurig en eten zowat alles wat plantaardig is. Ze eten ook veel, zo'n vijf procent van hun lichaamsgewicht, 100 tot 300 kilogram per dag. Ze hebben een voorkeur voor grassen en kruiden in het natte seizoen en struiken en jonge bomen in het droge seizoen. Ook vruchten, twijgen, bast en bladeren worden gegeten. Savanneolifanten vellen soms bomen om bij plantaardig materiaal te komen dat ze niet met hun slurf kunnen bereiken. De slurf zelf is een handig instrument om materialen op te pakken waar de olifant anders niet bij kan. Ook drinkt hij met zijn slurf, door grote hoeveelheden water op te zuigen en het in zijn mond te spuiten.
De savanneolifant is de gehele dag door actief, zo'n 12 tot 16 uur per etmaal spendeert hij aan zijn voeding. Op het heetst van de dag schuilt de olifant in de schaduw.

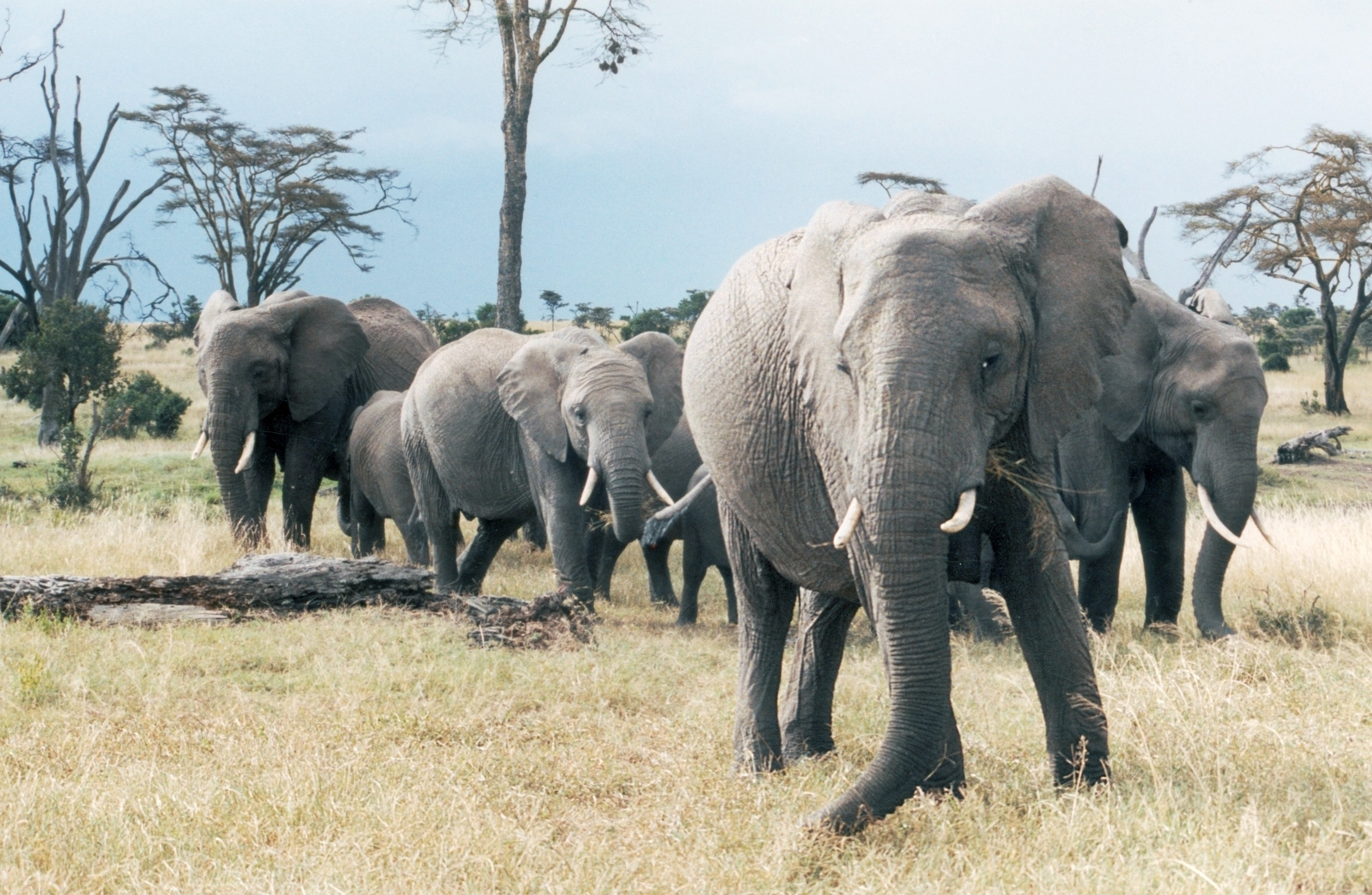
Een kudde olifantenkoeien

Olifantenkoeien leven in groepen, onder leiding van een matriarch, de oudste en grootste koe. De overige leden bestaan uit haar volwassen dochters en zussen en hun onvolwassen kinderen en kleinkinderen. Meestal splitsen groepen zich als ze te groot worden; groepen bestaan zelden uit meer dan twintig dieren, en veel groepen splitsen al als ze uit meer dan tien dieren bestaan. Verwante groepen houden echter nog jaren contact met elkaar.
Als de mannetjes tussen de tien en veertien jaar oud zijn, worden ze verdreven uit de kudde. Dan sluiten ze zich aan bij mannengroepjes of leven ze solitair. Oudere mannetjes leven over het algemeen alleen.
De savanneolifant kent een hele reeks aan complexe geluiden, waaronder grommen, trompetteren en brullen, die verscheidene emoties en signalen uitdrukken. Ook maken ze gebruik van infrageluid. Ze kunnen communiceren door met stampen seismische trillingen te veroorzaken, die minstens vier kilometer verderop nog door andere olifanten te horen zijn. Zo houden verscheidene kuddes contact met elkaar door infrageluid.
Wilde Afrikaanse olifanten “spreken elkaar aan” met individueel specifieke oproepen (“namen”), zo toonden onderzoekers in 2024 aan. Weliswaar roepen ook dolfijnen en sommige papegaaien hun soortgenoten aan, maar zij doen dat door de roep van die soortgenoot te imiteren, wat bij de olifanten niet het geval was.
Bepaalde kuddes van savanneolifanten reageren negatief op de aanwezigheid van bijen. Bijen kunnen olifanten rond de ogen en in de slurf steken. Het geluid van bijen kan de olifanten op de vlucht doen slaan. Daarnaast schudden ze dan met het hoofd en gooien meer stof over zich heen, waarschijnlijk om zich te beschermen. Daarenboven waarschuwen ze ook hun verwanten met specifieke rommelende geluiden. Dit alarm zet de soortgenoten ertoe aan ook met het hoofd te beginnen schudden en weg te lopen. De olifanten mijden ook bomen van de soort Acacia drepanolobium waar mieren in huisvesten om een gelijkaardige reden: de olifant vermijdt zo dat de mieren in zijn gevoelige slurf bijten.
Savanneolifanten kunnen zeker 65 jaar oud worden. Hun ouderdom wordt bepaald door hun maaltanden. Zij wisselen deze 6 keer in hun hele leven en elke set gaat zo'n 10 jaar mee. Op het einde van het laatste stel raken deze zo versleten dat zij niet meer in staat zijn om alles te eten en moeten ze zich meer en meer beperken tot zacht voedsel (grassen), wat uiteindelijk een groot tekort aan nutriënten in hun dieet veroorzaakt. De belangrijkste doodsoorzaak bij olifanten is dan ook verhongering.

### Voortplanting

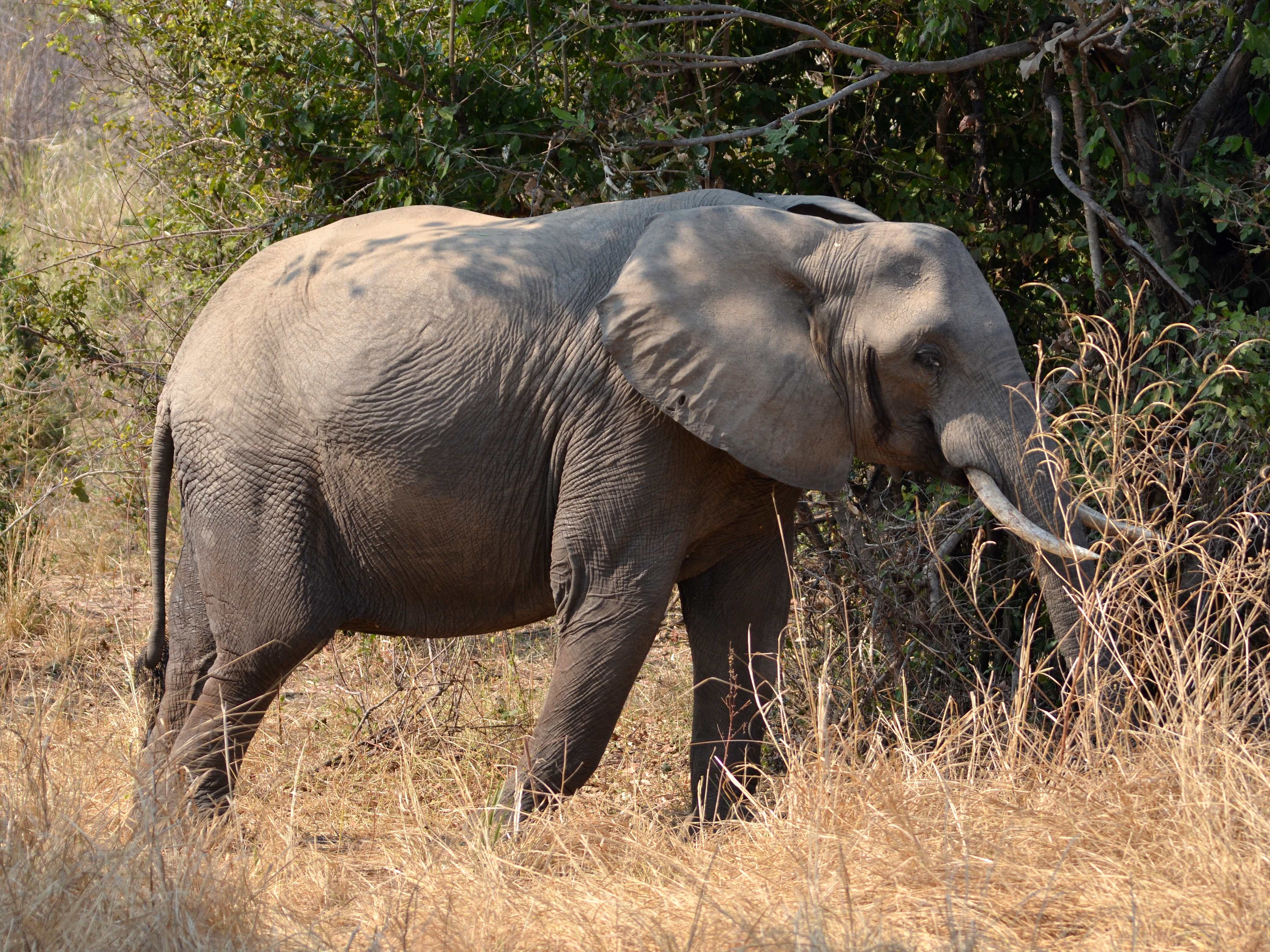
Bul in musth in Zambia

Met infrageluid laat een koe horen dat ze bronstig is. Olifantenkoeien zijn slechts één keer in de drie tot negen jaar bronstig, en dan voor een periode van slechts twee tot zes dagen. Zodra een bul het infrageluid opvangt, rent hij naar het vrouwtje toe. Bulletjes in musth zijn er altijd het snelst bij.
De musth is de periode waarin de bul bronstig is, en kan 1 tot 103 dagen duren. Een gezwollen klier op de slaap scheidt continu een vloeibare stof af, en uit de bijna stijve penis druppelt urine en een groenige vloeistof. In deze periode zijn de dieren ook veel agressiever, door het hoge testosterongehalte.
Na een draagtijd van 650 tot 660 dagen wordt één kalf geboren. Tweelingen zijn bijzonder zeldzaam, maar komen voor. De jonge dieren kunnen al vrij snel op de poten staan, maar hun zicht is in de eerste weken bijzonder slecht. De koe ondersteunt het kalf met haar slurf en poten. Ze laten zelfs water uit hun maag terugstromen als het jong erge dorst heeft en er geen ander water in de buurt is.
Het jong wordt zeker vier jaar gezoogd, maar het jong kan binnen twee jaar al op vast voedsel leven. Vrouwelijke kalfjes kunnen zeker tien jaar bij hun moeder blijven. Op die leeftijd kunnen ze al hun eigen kalveren hebben.

## Bedreiging
In de jaren dertig en veertig van de twintigste eeuw waren er vijf tot tien miljoen olifanten in Afrika. Tegenwoordig zijn het er waarschijnlijk 500.000 tot 750.000. Er wordt nog altijd op gejaagd voor het ivoor en andere jachttrofeeën, maar ook worden ze gedood omdat ze landbouwgebieden verwoesten, en omdat ze in sommige nationale parken zo talrijk zijn geworden, dat andere diersoorten moeite hebben met overleven. Ook wordt veel van hun oorspronkelijke leefgebied vernietigd om plaats te maken voor landbouwgebieden en nederzettingen. Daarentegen zijn er voor weinig diersoorten zoveel beschermingsmaatregelen genomen als voor de savanneolifant, en op veel plekken is hun aantal stabiel of zelfs stijgende.